# Vierfachmord von Rupperswil
Als Vierfachmord von Rupperswil wird eines der grausamsten Verbrechen der Schweizer Kriminalgeschichte bezeichnet, welches am 21. Dezember 2015 in der Aargauer Gemeinde Rupperswil begangen wurde. Die Mordausführungen des Täters waren gekennzeichnet von Kaltblütigkeit in der Ausführung, der zufälligen Auswahl der Opfer und manipulativem Vorgehen. Die Opfer standen nicht mit dem Täter in Beziehung und kannten ihn nicht. Die Motive des nicht vorbestraften und zuvor polizeilich nicht aufgefallenen Mörders waren finanzieller und sexueller Art.

## Tathergang
Am Vormittag des 21. Dezember 2015 wurde die Feuerwehr zu einem Brand in einem Wohnhaus gerufen. Die Rettungskräfte fanden während der Löscharbeiten die Leichen von vier Menschen. Schnell wurde klar, dass die Opfer schon vor dem Brandausbruch getötet worden waren.
Das Verbrechen lief gemäss den Ermittlungen wie folgt ab: An diesem Morgen beobachtete der Täter das Haus einer Familie in Rupperswil. Zu jener Zeit hielten sich dort die 48-jährige Mutter, ihr Lebenspartner, ihre 13 und 19 Jahre alten Söhne sowie die 21-jährige Freundin des älteren Sohnes auf. Der Täter wartete, bis der Lebenspartner der Mutter das Haus verliess und zur Arbeit ging. Dann verschaffte er sich Zugang zum Haus, indem er sich mit einer gefälschten Visitenkarte als Schulpsychologe der Schule des jüngeren Sohnes ausgab. Er gab vor, der jüngste Sohn der Familie sei an einem Mobbing gegen eine Mitschülerin beteiligt gewesen, die in der Folge Suizid begangen habe. Nach einem Gespräch mit ihm bedrohte er den Sohn mit einem Messer und zwang so die Mutter, den älteren Sohn und dessen Freundin mit den mitgebrachten Kabelbindern zu fesseln. Der Täter zwang die Mutter dazu, Bargeld zu besorgen. Die verängstigte Mutter bezog daraufhin an einem Bancomaten der Hypothekarbank Lenzburg in Rupperswil 1'000 Euro und am Schalter der Aargauischen Kantonalbank in Wildegg hob sie CHF 9'850 ab (was durch Überwachungskameras dokumentiert ist). Nach ihrer Rückkehr fesselte er auch die Mutter und verging sich anschliessend mit Sexspielzeug, welches er mitgebracht hatte, an dem jüngeren Sohn. Er hielt den sexuellen Missbrauch in acht Handyvideos fest und fesselte und knebelte dann auch ihn. Er tötete alle Opfer – das erste Opfer war der 19-jährige Sohn der Familie, der sich vorher von seinen Fesseln hatte lösen können – durch Messerstiche und Kehlkopfschnitte und steckte die Leichen und das Haus, mit Hilfe von Brandbeschleunigern die er mitgebracht hatte, in Brand, um seine Spuren zu beseitigen. Nicht alle Details der Tat liessen sich rekonstruieren, da keines der Opfer überlebt hat und die Aussagen des Angeklagten teilweise nicht mit den Spuren übereinstimmen.
Der Täter überspielte die Fotos und Filmaufnahmen noch am Tattag auf seinen Laptop.

## Ermittlungen
Für Hinweise zur Aufklärung des Verbrechens war im Februar 2016 eine Belohnung von 100'000 Schweizer Franken ausgesetzt worden, der höchste Betrag in der Schweizer Kriminalgeschichte. Die Ermittlungen erwiesen sich als schwierig, da keine Beziehung zwischen dem Täter und seinen Opfern bestand. Am 12. Mai 2016, knapp fünf Monate nach der Tat, wurde der Täter schliesslich verhaftet; die Tat konnte ihm aufgrund von DNA-Spuren und Fingerabdrücken nachgewiesen werden.
Wie die Polizei den Täter fand, bleibt von offizieller Seite unter Verschluss.
Da kein Hinweis aus der Bevölkerung zur Überführung des Täters geführt hatte, beschloss der Aargauer Regierungsrat, die ausgesetzte Belohnung als Bonus an die involvierten Ermittler auszuzahlen.

## Täter
Bei dem geständigen Täter handelt es sich um den zum Verhaftungszeitpunkt 33-jährigen Thomas N., der mit seiner Mutter 500 Meter vom Tatort entfernt in einem Haus in Rupperswil lebte. Er ist ledig und gab an, Student zu sein. Er wirkte als Juniorenfussballtrainer und als Koordinator der Seetal Selection, einer Kooperation der Vereine SC Seengen und FC Sarmenstorf im Juniorenbereich. Er plante die Morde in Rupperswil und suchte die Opferfamilie aufgrund seines sexuellen Interesses an dem jüngeren Sohn aus.
Bei der Verhaftung wurden in seinem Haus ein Rucksack mit einer alten Armeepistole (Pistole 1900/06/29), für die Fesselung vorbereitete Stricke und Kabelbinder sowie Klebeband sichergestellt. Die Polizei geht daher davon aus, dass der Tatverdächtige weitere gleichartige Verbrechen plante. Am 7. September 2017 erhob die Staatsanwaltschaft Lenzburg-Aarau Anklage.

## Urteilsspruch
Der erstinstanzliche Prozess vor dem Bezirksgericht Lenzburg fand vom 13. bis 16. März 2018 statt – wegen des grossen Medieninteresses und der umfangreichen Sicherheitsvorkehrungen jedoch nicht in Lenzburg selbst, sondern im Gebäude der Mobilen Einsatz Polizei Aargau (MEPO) in Schafisheim. Thomas N. wurde des mehrfachen Mordes, mehrfacher (teilweise versuchter) räuberischer Erpressung, mehrfacher Freiheitsberaubung, mehrfacher Geiselnahme, sexueller Handlungen mit einem Kind, sexueller Nötigung, Brandstiftung, mehrfacher Pornografie, mehrfacher Urkundenfälschung und mehrfacher strafbarer Vorbereitungshandlungen schuldig gesprochen und zu einer lebenslangen Freiheitsstrafe verurteilt (das bedeutet mindestens 15 Jahre Freiheitsentzug, wovon der Täter zur Zeit des Urteilsspruchs bereits 2 Jahre verbüsst hatte). Das Bezirksgericht sprach damit die höchste Strafe im schweizerischen Strafgesetz aus. Das Urteil in Sachen Straftatbestände erfolgte einstimmig. Zudem wurde der Angeklagte als Massnahme nach Art. 64 Abs. 1 StGB per Mehrheitsentscheid zu einer ordentlichen Verwahrung verurteilt. Alle Schadenersatzforderungen wurden anerkannt.
Gerichtspräsident Daniel Aeschbach sagte, die Voraussetzung einer dauerhaften Untherapierbarkeit sei nicht erfüllt, eine lebenslängliche Verwahrung könne damit – auch wenn gewisse Ausführungen der Gutachter als widersprüchlich betrachtet werden könnten – nicht ausgesprochen werden. Man könne die unterschiedlichen Taten nicht vollständig getrennt voneinander betrachten, wie dies die Staatsanwaltschaft in ihrem Plädoyer getan habe. Beide Gutachter hätten immer einen Gesamtzusammenhang der verschiedenen Tateinheiten betont.
Staatsanwältin Barbara Loppacher hatte versucht, in ihrer Argumentation das Kausalverhältnis zwischen der Ermordung der Familie und den von den beiden Gutachtern diagnostizierten psychischen Störungen (in Elmar Habermeyers Gutachten eine narzisstische Persönlichkeitsstörung, im Falle von Josef Sachs eine zwanghafte Persönlichkeitsstörung) zu trennen, um eine lebenslange Verwahrung des Täters zu erwirken. Die in den Gutachten diagnostizierten Störungen könnten zwar die anderen Taten erklären, nicht aber die Ermordung der Familie. Folglich sei keine psychische Störung ausschlaggebend für die Tat, die überhaupt therapiert werden könne. Sie berief sich dabei auf Sachs’ Gutachten, der explizit sagte, der Mord sei nicht auf die Störung rückführbar («Im Gegensatz zu den sexuellen Handlungen mit einem Kind, die in direktem Zusammenhang mit der Pädophilie stehen, kann die Vierfachtötung tatsächlich nicht auf eine psychische Persönlichkeitsstörung zurückgeführt werden.»).
Loppachers Argumentation verfing bei der Mehrheit der fünf Richter nicht. Sie empfanden es als «unstatthaft», die Einzeltaten getrennt zu beurteilen. Obwohl der Ansatz der Staatsanwältin von den beteiligten Richtern als «interessant» befunden wurde, sei er «konstruiert». Eine Minderheit des Gerichts war der Argumentation Loppachers gefolgt und sah keine psychische Störung, die dem Mord zugrunde liege (womit das Erfordernis der dauerhaften Untherapierbarkeit für eine lebenslange Verwahrung erfüllt worden wäre, da nicht behandelt werden kann, was nicht vorhanden ist). Aeschbach betonte, «Thomas N. ging primitiv, kaltblütig, frei von Empathie und krass egoistisch vor». Weiter rügte der Gerichtspräsident die Argumentation der Pflichtverteidigerin, wonach die Opfer durch ihre passive Haltung zum Tatgeschehen beigetragen hätten, als «bizarr» und «grotesk».
Der Verurteilte legte Berufung gegen die ordentliche Verwahrung ein, die Staatsanwaltschaft ihrerseits verlangte in der Berufung eine lebenslängliche Verwahrung. Die unangefochtene lebenslängliche Freiheitsstrafe wurde rechtskräftig. Am 13. Dezember 2018 bestätigte das Aargauer Obergericht im Berufungsprozess die ordentliche Verwahrung. Es wurde keine lebenslängliche Verwahrung ausgesprochen, da der Angeklagte nicht von zwei unabhängigen Gutachtern als «dauerhaft untherapierbar» befunden worden sei. Die Verteidigung prüfte einen Weiterzug ans Bundesgericht.

## Weiteres
Es war vorgesehen, den Fall in der ZDF-Sendung Aktenzeichen XY … ungelöst zu thematisieren; die Dreharbeiten hatten zum Zeitpunkt der Festnahme des Täters bereits stattgefunden.

## Dokumentarfilm und Podcast
- Jennifer Furer, Murat Temel: Als der Horror nach Rupperswil kam. In: 20 Minuten vom 6. März 2018 (27 min; schweizerdeutsch).
- Linn Schütze, Leonie Bartsch: Vierfachmord von Rupperswil: Der Familienmörder  In: Mord auf Ex, 3. Juli 2022 (1 Std. 13 Min. auf Spotify)
- Ridgeway – Alessio Buda, Cian Fionn Merz: Die Bestie von Rupperswil In: YouTube vom 21. Dezember 2022 (35 min; schweizerdeutsch).
- Das Grauen von Rupperswil. In: Verbrechen von nebenan, 18. März 2024 (48 min auf Spotify).
- Sara Spreiter, Thomas Knellwolf: Der Vierfachmord von Rupperswil. In: Tages-Anzeiger, 3. Juni 2025 (1/3; schweizerdeutsch).